# Emma Körner

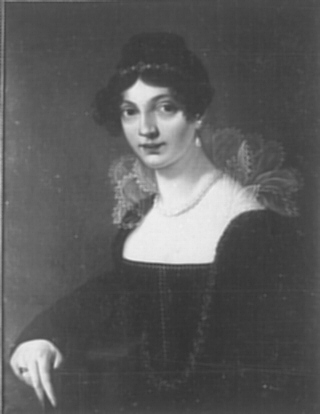
Emma Körner, Selbstbildnis
(Körnermuseum Dresden)

Emma Sophie Körner (* 19. April 1788 in Dresden; † 15. März 1815 ebenda) war eine deutsche Malerin, Schwester des Dichters und Freiheitskämpfers Theodor Körner, Nichte der Malerin Dora Stock und Schülerin Anton Graffs.

## Leben
1788 kam Emma Körner als Tochter des Oberappellationsgerichtsrats Christian Gottfried Körner und Minna Körner, geb. Stock, Tochter des Kupferstechers Johann Michael Stock, zur Welt. Zusammen mit ihrem Bruder Theodor Körner wuchs sie in einem Haus mit regem gesellschaftlichen, künstlerischen und geistigen Verkehr auf. Ihr Vater unterstützte und förderte Friedrich Schiller, der eine Zeit lang sogar bei ihnen wohnte. Auch andere Persönlichkeiten wie Johann Wolfgang von Goethe und Heinrich von Kleist waren häufig Gäste.
Ihre Tante, die Malerin Dora Stock, die seit August 1785 im Hause ihrer Schwester wohnte, förderte die malerische Begabung von Emma Körner. Sie porträtierte ihre Nichte. Der Maler Anton Graff, der ihren Vater und ihre Mutter porträtiert hatte und mit ihrer Tante befreundet war, bildete sie später in der Ölmalerei aus.
In ihrem kurzen künstlerischen Schaffen porträtierte Emma Körner Schiller in seinen letzten Jahren und häufig ihren Bruder Theodor, mit dem sie in inniger Geschwisterliebe verbunden war. Da ihr Bruder 1813 als Freiheitskämpfer im Kampf gegen Napoleon fiel, wurde ihr Elternhaus während der napoleonischen Fremdherrschaft gesellschaftlich und politisch gemieden. 1815 besuchte sie mit ihren Eltern das Grab ihres Bruders in Mecklenburg. Ergriffen von Trauer wollte Emma Körner das Grab öffnen lassen, doch ihr Vater verweigerte es ihr, da er eine zu große Gemütsbewegung befürchtete. Vier Wochen nach dem Besuch starb Emma Körner in ihrer Geburtsstadt an einem hitzigen Nervenfieber. Sie wurde neben ihrem Bruder unter der Eiche von Wöbbelin in Mecklenburg bestattet.
Ihre Tante und die mittlerweile kinderlosen Eltern verließen aus politischen Gründen noch im selben Jahr Dresden und zogen nach Berlin, wo ihr Vater in preußische Staatsdienste trat.

## Ausstellungen
In Dresden befanden sich im Körnermuseum, das im Zweiten Weltkrieg zerstört wurde, Gemälde und Schriftstücke der Körners und Dora Stocks aus jener Zeit. Heute sind sie Teil der Ausstellung im nahegelegenen Kügelgenhaus – Museum der Dresdner Romantik.

## Galerie

Friedrich Schiller (Porträt, 1812)
Theodor Körner (Porträt)
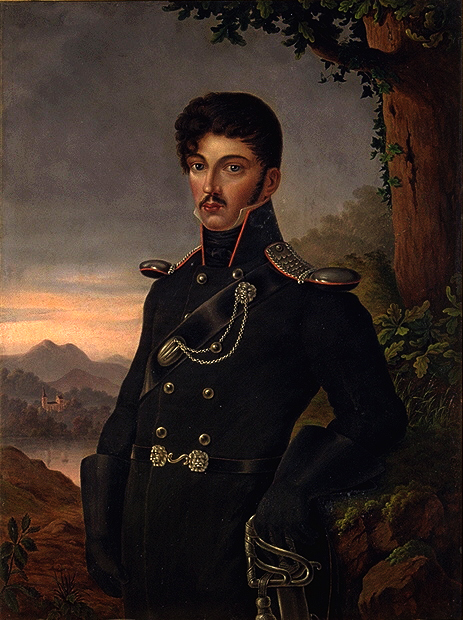
Theodor Körner (Porträt, um 1813)